# Сумбаев, Игорь Степанович
Сумбаев, Игорь Степанович (31 мая 1900, Хвалынск, Саратовская губерния, Российская империя — 10 августа 1962) — советский психиатр, психотерапевт, гипнотизёр, врач, доктор медицинских наук, заведовал кафедрой психиатрии в Иркутском государственном медицинском институте. Отец советского и российского физика Олега Игоревича Сумбаева. 

## Биография
В 1925 году окончил медицинский факультет Саратовского государственного университета. В Вене обучался у психолога Зигмунда Фрейда, где прошёл курс психоанализа. 
В 1925—1927 годах работал врачом-интерном в Сибирской краевой психиатрической больнице. 
С 1927 года работал ассистентом, доцентом, а затем и заведующим кафедры Иркутского медицинского института (1939—1962), там же он руководил психиатрической клиникой института. 
В 1930-е годы провёл исследования воздействия фармакологических веществ на галлюцинации.  
Изучал возможности внушения и гипноза. 
Подполковник медицинской службы. Награды: медали «За победу над Германией в Великой Отечественной войне 1941–1945 гг.», «За победу над Японией».
В 1940—1950 годы изучал проблемы психопатологии и психотерапии. Практиковал психоаналитическую терапию при лечении различных психических заболеваний. Преподавал курс дидактического психоанализа группе своих сотрудников (А. И. Белкин, Н. В. Иванов и др.). 
Пытался разработать методику лечения гомосексуальности при помощи метода свободных ассоциаций. 
"Иркутск в те годы был местом настоящего паломничества гомосексуалов. Медицинских центров, где соглашались не то что лечить, а хотя бы всерьез отнестись к их проблемам, в стране почти не было. Работа с каждым пациентом растягивалась порой на долгие годы. Чтобы поддерживать постоянный контакт с врачом, люди затевали переезды, меняли работу, жилье, с боем выбивали прописку — шли на все. О Сумбаеве и Иванове в этой среде ходили легенды. Стандартных методик мои учителя   не придерживались. Личность больного, его биография, комплекс сопутствующих психических проблем в каждом отдельном случае подсказывали свой особый терапевтический ход. Сумбаев, еще до нашего знакомства, издал нашумевшую работу об успешной смене сексуальной ориентации с использованием метода свободных ассоциаций. Этот метод, разработанный английским психиатром Терезой Бенедек, в чем-то похож на детскую игру...".
Выполнил работы, посвященные специфике и психопатологии переживания времени, в том числе «функции предвосхищения». Описал некоторые изменения пространственной ориентации, обусловленные патологией «родового узнавания» предметов. Изучал центральную нервную систему и проблемы дискурсивного и интуитивного мышления. Также руководил судебной психиатрией в Иркутской области, где принимал участие в оказании психоневрологической помощи.

## Сочинения
Игорь Сумбаев является автором сорока работ по психиатрии и психологии, в частности написал следующие сочинения:
Внушение и гипноз: научное издание. — Иркутск, 1950.
Научное творчество. — Иркутск, 1957.
Учение И. П. Павлова о двух сигнальных системах. — Иркутск: Иркутское книжное изд-во.